# 福克A.I
福克A.I（研發代號M.8）是第一次世界大戰時德國空軍兩座位偵察機，發展自福克M.5L，生產了約30-40架。哈尔伯斯塔特飛機厂取得生產執照後生產，名為A.II。

## 性能
基本诸元
- 乘员： 2
- 长度： 7.20公尺（23英呎7英吋）
- 翼展： 9.52公尺（31英呎3英吋）
- 高度： 2.75公尺（9英呎0英吋）
- 翼面积： 16.0平方公尺（172平方英呎）
- 发动机： 1 × Oberursel U.I，75千瓦（100匹馬力）

性能
- 最大速度： 135公里/時（84英里/時）
- 航程： 400公里（249英里）
- 实用升限： 3,000公尺（9,840英呎）